# Steve Harkness
Steven Harkness, detto Steve (Carlisle, 27 agosto 1971) è un ex calciatore inglese, di ruolo difensore.

## Carriera

### Club
Ha giocato nella prima divisione inglese.

### Nazionale
Ha partecipato ai Mondiali Under-20 del 1991.

## Palmarès

### Club

#### Competizioni nazionali
- Coppa d'Inghilterra: 1

Liverpool: 1991-1992
- Coppa di Lega inglese: 1

Liverpool: 1994-1995